# Paul-Jean Roquère
Paul-Jean Roquères, né le 30 août 1916 à Draguignan et Mort pour la France le 15 mars 1943 au large de l'Afrique, est un militaire et résistant français, Compagnon de la Libération. 

## Biographie

### Jeunesse et formation
Fils du Préfet du Var, Paul-Jean Roquère naît à l'Hôtel de Préfecture de Draguignan le 30 août 1916. Il s'engage dans l'armée et suis les cours de l'école militaire de Saint-Maixent d'où il sort sous-lieutenant en 1937. Affecté au 22e bataillon de chasseurs alpins à Nice, il y commande une section jusqu'au début de la seconde guerre mondiale.

### Seconde Guerre mondiale
En 1940, il est transféré dans l'aviation et obtient un brevet de chef de bord à la base aérienne 109 de Tours. Envoyé à Caen avec son unité au début de la bataille de France, il est contraint de se replier sur la base aérienne d'Aulnat, près de Clermont-Ferrand. Fort de son expérience dans les chasseurs alpins, il demande alors à servir comme fantassin pour la défense des ponts sur la Loire et se distingue lors des combats autour de La Charité-sur-Loire et de Decize les 15 et 16 juin 1940. Face à la défaire imminente et ayant pris connaissance de l'appel du général de Gaulle la veille, il s'échappe le 19 juin et arrive à Saint-Jean-de-Luz où il embarque le 21 en direction de l'Angleterre,.
Parvenu jusqu'à Londres, il s'engage dans les forces aériennes françaises libres comme observateur avec le grade de lieutenant. Après une période d'entraînement sur la base de Saint-Athan, il rejoint le camp d'Odiham où il est affecté à l'escadrille française Topic. Envoyé en Afrique, il est affecté en janvier 1941 au Groupe réservé de bombardement no 1 (GRB1). Destiné à participer à la bataille de Koufra en soutien aérien de la Colonne Leclerc, il ne peut finalement pas participer au combat, son Blenheim étant victime d'ennuis mécaniques. Détaché à Bangui de mars à août 1941, il retrouve ensuite le GRB1 qui a entretemps été déplacé en Syrie. Le GRB1 étant devenu le Groupe de bombardement Lorraine, Paul-Jean Roquère prend part avec lui à la guerre du désert au-dessus de l'Égypte et de la Libye. Effectuant une cinquantaine de missions de guerre entre novembre 1941 et janvier 1942, il participe à la seconde bataille d'El Alamein avant de se préparer à repartir pour l'Angleterre, le groupe Lorraine étant appelé à servir sur le front occidental.
Embarqué à Suez, il fait escale à Durban puis embarque à bord de l'Empress of Canada qui doit rejoindre la Grande-Bretagne via la Gold Coast. Il fait le voyage avec son épouse qui l'avait rejoint en Syrie après s'être évadée de France. Le 13 mars 1943, alors qu'il navigue au large du Cap des Palmes, le paquebot est torpillé par le sous-marin italien Leonardo da Vinci,. Survivant à la coulée du navire, le couple se retrouve sur des embarcations de fortune avec d'autres naufragés,. Le 15 mars, après deux jours de dérive, Paul-Jean Roquère a bout de force donne sa ceinture de sauvetage à un camarade et disparaît en mer sous les yeux de son épouse qui survivra,.

## Décorations
|  |  |  |  |  |  |  |  |  |
|  |  |  |  |  |  |  |  |  |

| Chevalier de la Légion d'Honneur    | Chevalier de la Légion d'Honneur | Chevalier de la Légion d'Honneur | Compagnon de la Libération Par décret du 16 octobre 1945 | Compagnon de la Libération Par décret du 16 octobre 1945 | Compagnon de la Libération Par décret du 16 octobre 1945 | Croix de guerre 1939-1945 Avec une palme | Croix de guerre 1939-1945 Avec une palme | Croix de guerre 1939-1945 Avec une palme |
| Médaille de la Résistance française |                                  |                                  |                                                          |                                                          |                                                          |                                          |                                          |                                          |

## Hommages
- Au Tréport, son nom figure sur le monument commémoratif des combattants FAFL disparus[6].